# Hal Blevins
Harold "Hal" Blevins (Tuscaloosa, Alabama, 19 de octubre de 1843) es un exjugador y exentrenador de baloncesto estadounidense que tras jugar en la universidad, dirigió a los Arkansas-Pine Bluff Golden Lions de la NCAA durante 5 temporadas. Con 1,85 metros de estatura, jugaba en la posición de escolta.

## Trayectoria deportiva

### Universidad
Jugó durante cuatro temporadas con los Golden Lions de la Universidad de Arkansas AM&N, conocida en la actualidad como Universidad de Arkansas en Pine-Bluff, en las que promedió 22,0 puntos y 3,7 rebotes por partido. En sus 4 temporadas fue incluido en el mejor quinteto de la Southwestern Athletic Conference, y en las últimas tres elegido All-American de la NAIA. En 1965, con sus 23,2 puntos por partido, ayudó a su equipo a encabezar la lista de los equipos más anotadores de la División II de la NCAA.

### Profesional
Fue elegido en la decimoséptima posición del 1965 por New York Knicks, pero no llegó a fichar por el equipo, decantándose sin embargo por fichar por los Dallas Cowboys de la NFL, a pesar de no haber jugado en la universidad a fútbol americano, donde tampoco llegó a debutar.

### Entrenador
Tras retirarse como jugador y cumplir con el servicio militar, Blevins entrenó en dos Junior College para en 1997 regresar a su alma mater, la Universidad de Arkansas-Pine Bluff, dirigiendo al equipo durante 5 temporadas, en las que consiguió un balance de 36 victorias y 147 derrotas.